# Mugen no jūnin
Mugen no jūnin (無限の住人), comercialitzada internacionalment com Blade of the Immortal, és una pel·lícula de samurais d'acció del 2017 protagonitzada per Takuya Kimura i Hana Sugisaki i dirigida per Takashi Miike. Està basat en la sèrie manga d'èxit de Hiroaki Samura. La narració se centra en el samurai immortal Manji (Kimura) que es converteix en el guardaespatlles d'un adolescent orfe anomenat Rin Asano (Sugisaki) mentre emprenen un viatge de venjança contra els membres del samurai Ittō-ryū que van matar els pares del nen.
Miike va explorar diferents temes de la història, com ara la venjança, però d'una manera més complexa, ja que va veure en Manji com un "heroi fosc", mentre que l'equip de producció va trobar difícil escriure diverses escenes de lluita per adaptar-se a la durada de la pel·lícula. El director va triar Kimura per al paper de Manji a causa de la popularitat de l'actor, cosa que va sentir semblant a la del manga. Sugisaki, en canvi, va ser escollida pel seu paper enèrgic en un comercial. La pel·lícula es va estrenar fora de competició al 70è Festival Internacional de Cinema de Canes, i es va estrenar en sales al Japó per Warner Bros. Images el 29 d'abril de 2017.
Tot i recaptar 8,4 milions de dòlars a la taquilla, la pel·lícula no va complir les expectatives; tanmateix, la pel·lícula va rebre ressenyes generalment positives de la crítica pel maneig de les escenes de baralla i la relació entre els dos protagonistes. També va aconseguir bones vendes al Japó ia l'estranger amb el seu comunicat de premsa nacional. Samura va expressar satisfacció en veure el producte final.

## Argument
Manji és un samurai que fuig després de seguir l'ordre del seu superior de matar un senyor corrupte i els seus seguidors. Manji va optar per cuidar la seva germana, ara boja, Machi. Mentre fuig, Machi es troba com a ostatge per un gran grup de rōnin per obtenir una recompensa del cap d'en Manji. Quan en Manji compleix les demandes dels rōnins, maten la Machi. Com a represàlia, Manji mata tots els membres del grup, però queda ferit de mort. Com que no li quedava cap motiui per viure, accepta la seva mort, però Yaobikuni li implanta "cucs de sang sagrats" al seu cos, que el curen.
52 anys després: Manji és ara un immortal sense edat, a qui s'acosta una jove anomenada Rin Asano que demana la seva ajuda com a guardaespatlles per venjar la mort del seu pare, Kurose, a mans de Kagehisa Anotsu i l'Ittō-ryū, una societat d'assassins samurais que ell dirigeix. Manji accepta de mala gana quan un membre d'Ittō-ryū Sabato Kuroi que tenia el cap tallat de la mare de Rin muntat a la seva espatlla esquerra. La paraula de la mort de Sabato arriba a Kagehisa després d'establir el contracte de l'Ittō-ryū amb Kagimura Habaki per a un lloc al shogunat, enviant a Taito Magatsu a tractar amb Rin i el seu guardaespatlles.
Magatsu és derrotat, però es va estalviar quan revela la immortalitat d'en Manji als altres membres de l'Ittō-ryū. Més tard, Manji es troba amb el membre d'Ittō-ryū Eiku Shizuma, però és derrotat. En Manji i en Rin arriben més tard a Fukagawa on es troben amb el fidel seguidor de Kagehisa, Makie Otono-Tachibana. Tot i que la Makie tenia avantatge, no pot decidir-se a matar en Manji. Ella revela que s'ha preguntat si està lluitant per la causa correcta i que ha pensat abandonar el grup. Rin intervé dient-li que busca venjança per la mort dels seus pares a qui estimava i Makie els deixa en silenci.
Més tard, el duet es troba amb el Mugai-ryū, i s'assabenta que en Kagehisa va al mont Takeo per reclutar un mestre de dojo. La Shira, membre de Mugai-ryū, ataca Rin després que ella intervingués en el seu intent de violar una prostituta que l'Ittō-ryū va contractar per fer-se passar per Kagehisa. Just quan està a punt de matar-la, en Manji agafa una mà, però el deixa fugir. Després de la trobada de Rin amb l'autèntic Kagehisa, assabentant que les accions de Kagehisa van estar influenciades per la història entre els seus avi Takayoshi Asano i Saburō Anotsu, Rin deixa Manji per continuar la seva caça sola mentre ell intenta trobar-la.
Quan Kagehisa arriba al mont Takao és traït per Habaki que li ha posat una emboscada. Per separat, Manji i Makie arriben poc després, donant lloc a una èpica batalla total mentre Makie aw sacrifica contra els trets dels samurais per protegir Kagehisa. Mentrestant, després de matar centenars en una altra part del mateix camp de batalla mentre Kegehisa està sent traït, en Manji fuig després de Shira mentre segresta Rin per venjar-se del fet que Manji li hagi tallat la mà. Shira demana que Manji es desarmi, però Manji és conscient de la duplicitat de Shira, utilitza un petit dard ocult per tallar la corda amb la qual està lligada Rin.
S'enfronten a una baralla a cops i Manji envia Shira a la seva mort per un penya-segat. Encara que debilitat i sagnant, en Kagehisa mata en Habaki, i després es troba a Manji que al final el derrota. Se li ofereix a Rin donar el cop mortal per venjar-se, però dubta. Kagehisa li adverteix que els seus descendents vindran darrere d'ells si viu, a la qual cosa Rin respon matant-lo. Malgrat les seves ferides, Manji sobreviu a la batalla amb Rin.

## Repartiment
- Takuya Kimura com a Manji[2]
- Hana Sugisaki com a Rin Asano / Machi[2]
- Sota Fukushi com a Kagehisa Anotsu[4]
- Hayato Ichihara com a Shira[2]
- Erika Toda com a Makie Otono-Tachibana[4]
- Kazuki Kitamura com a Sabato Kuroi[2]
- Chiaki Kuriyama com a Hyakurin[2]
- Shinnosuke Mitsushima com a Taito Magatsu[2]
- Ichikawa Ebizō XI com a Eiku Shizuma[2]
- Min Tanaka com a Kagimura Habaki[2]
- Tsutomu Yamazaki com a Kensui Ibane[2]

## Producció

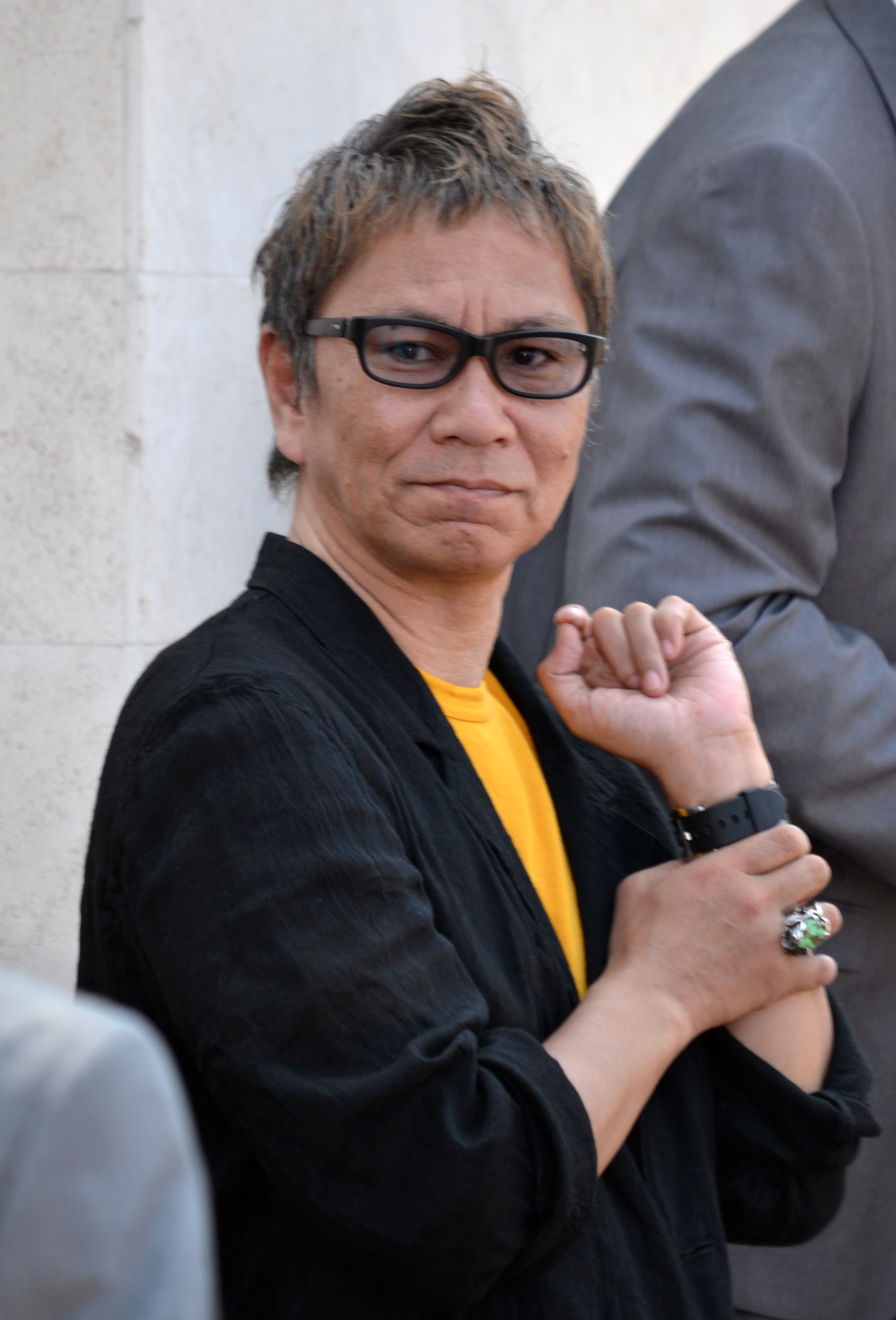
El director Takashi Miike va arribar al seu treball número 100 amb la pel·lícula.

La pel·lícula va ser produïda i anunciada com la 100a pel·lícula de la carrera de Miike. Miike no era conscient d'aquest objectiu, ja que afirma que sempre estava ocupat a l'hora de desenvolupar pel·lícules, però es va sentir satisfet amb l'arribada de Blade of the Immortal a la pel·lícula número 100. Miike volia fer una pel·lícula de samurais basada en la manca d'aquest gènere al Japó, així com en la quantitat de temps que Blade of the Immortal ha acabat la seva serialització quan va pensar en agafar la seva història per adaptar-la com a pel·lícula.
Els temes de la venjança explorats a la pel·lícula van ser una cosa que Miike va paral·lelament a la seva pròpia carrera, ja que tots dos no semblen arribar a una conclusió. Miike va assenyalar que un dels majors reptes d'adaptar el manga era la gran quantitat de personatges que apareixien a la història i com Manji sovint no hi seria present. Com a resultat, Miike va decidir que havia de condensar la trama del manga original per fer una història de pel·lícula adequada. Es va sentir atret pel treball de Samura basant-se en el seu maneig de personatges com els vilans que ofereixen una caracterització realista, Manji era un "heroi fosc" i les obres d'art detallades. L'escena de baralla final va ser la part que l'estudi va trobar més difícil de fer i es va fer a Kyoto. No obstant això, va sentir que tots els actors estaven compromesos amb els seus personatges durant el rodatge de la pel·lícula.
El reportatge especial titulat "Mangi and the 300", indica que la hiperviolència de "Blade of the Immortal" es va modelar en part en la versió cinematogràfica de "300" de diversos anys abans de tractar amb els espartans. Es va anunciar l'octubre de 2015. Miike estava interessat pel manga de Samura i, per tant, volia crear un producte que complagués a l'autor del manga. Va quedar impressionat sobretot per les idees inverses pel que fa als temes de "llum" i "fosc", explicant que els personatges principals no tenien un atractiu estereotip que es troba habitualment a la ficció.
Miike va triar Kimura per al paper, ja que el va trobar adequat a causa de la vida personal de Kimura i les diferències que té amb els altres membres del grup de música SMAP. A més, com que Kimura també va ser popular dins del fandom japonès durant més de dues dècades quan es va fer la pel·lícula, va pensar que el seu atractiu atrauria un públic més gran. Quan inicialment pensava que Kimura interpretaria el paper de Manji, Miike va rebre comentaris negatius dels seus companys de feina que afirmaven que l'actor no l'interpretaria. Tanmateix, Miike encara va pensar que, a causa de l'experiència de Kimura al cinema, era adequat per interpretar el paper principal a la pel·lícula. A més, va afirmar que ""per tal d'aconseguir-los a la pel·lícula, utilitzar el personatge de Manji va ser absolutament fonamental."ref>«Prolific Director Takashi Miike Adapts Manga Epic Blade of the Immortal». CBR, 12-11-2017. [Consulta: 5 setembre 2020].</ref> Va dir que va seleccionar personalment Kimura, "una superestrella que va fer la transició de l'era Showa a l'era Heisei", com "el membre més fort del món de la banda Miike, l'escola de lluita Ittō-ryū de la nostra indústria cinematogràfica".
Kimura va expressar diverses reflexions sobre la seva actuació com a Manji, com ara com tractava el maquillatge i les seqüències d'acció. Kimura va patir una ferida important durant el rodatge, la qual cosa va fer que no pogués caminar durant alguns dies.. Hana Sugisaki va interpretar a Rin Asano a partir d'un anunci de televisió de menjar sofregit xinès instantani. Miike va trobar que l'actriu va fer un treball justificatiu a l'anunci, inspirant-lo per tant d'entusiasme. El tema principal de la pel·lícula, "Live to Die Another Day", és interpretat per Miyavi, de qui Miike va assenyalar que tenia una bona relació amb Kimura a causa de les seves carreres similars.

## Estrena
Blade of the Immortal es va estrenar als cinemes al Japó per Warner Bros. Images el 29 d'abril de 2017. Es va suggerir que el dèbil rendiment de taquilla de la pel·lícula podria haver estat degut a la dissolució del grup de música SMAP, del qual formava part l'actor Takuya Kimura..

### Mitjans domèstics
Al Japó, el Blu-ray i el DVD Set Premium Edition inicials van vendre 8.930 còpies per ocupar el tercer lloc a la llista general de Blu-ray Disc. L'edició regular va ser la número 11 amb 2.326 còpies. L'edició del DVD de luxe d'imatge real va arribar a les 8.896 còpies.. L'edició Blu-ray de luxe per a l'acció en directe va arribar a les 20.383 còpies.
Als Estats Units, la pel·lícula havia recaptar més de  830.000 dòlars en vendes de Blu-ray i DVD el 2022. Al Regne Unit, va ser la tercera pel·lícula en llengua estrangera més venuda del 2018 al vídeo domèstic (a sota les pel·lícules japoneses d'anime El meu veí Totoro i Your name).

## Recepció
El lloc web d'agregació de ressenyes Rotten Tomatoes dóna a la pel·lícula una puntuació d'aprovació del 86%, basada en les ressenyes de 93 crítics amb una valoració mitjana de 7 sobre 10. El consens crític del lloc web diu: "Blade of the Immortal destaca el talent de Takashi Miike per a la violència ballètica, combinant el que ofereix en estricta originalitat amb caracteritzacions riques i emocions cinètiques." La pel·lícula té una puntuació de 72 sobre 100 a Metacritic (basat en 26 ressenyes), que indica "crítiques generalment favorables".
Posteriorment, Austin Film Critics va nominar la pel·lícula juntament amb la pel·lícula d'anime de Makoto Shinkai, Your name, que es va anunciar com a guanyadora el 8 de gener de 2018.
Els crítics es van centrar en la gran quantitat d'acció. Jordan Hoffman de The Guardian va donar a la pel·lícula quatre estrelles de cinc, assenyalant que "la diversió brilla realment quan la pel·lícula es delecta amb les armes extravagants: enormes espases de doble punta, una destral que s'assembla més a una enclusa afilada, fulles enganxades a bàculs, fulles enganxades a cadenes, shurikens per a totes les ocasions, etc... si aquest any veieu una imatge de samurai extravagant i de tant en tant nauseabunda, aquesta és". Harry Windsor de The Hollywood Reporter va trobar la pel·lícula ser "menys memorable" que Jūsannin no Shikaku, però que "encara hi ha plaers per gaudir, especialment per als aficionats a llargues però experets lluites d'espases coreografiades amb desmembraments regulars i sagnants." Variety la va descriure com una desviació de les pel·lícules anteriors de samurais de Miike a causa del nivell de gore, alhora que elogiava la gran quantitat d'escenes de baralla. Es va assenyalar que la trama aprofitava elements sobrenaturals per centrar-se en les batalles, i l'escriptor va descriure la pel·lícula com un gènere chanbara.
Blu Ray va comparar els poders sobrenaturals que posseeix el protagonista Manji amb els dels personatges titulars de les pel·lícules Logan i Els immortals de 1986 a causa de la representació de lluitadors immortals. Japan Times va elogiar molt el treball de Kimura per les seves escenes emocionals i físiques tot i no estar en el seu millor moment a la pel·lícula, comparant-lo amb Tom Cruise. Tot i que IGN va criticar el viatge de Manji i Rin per ser una excusa per lluitar contra una gran quantitat de personatges, el ressenyador va gaudir de la seva relació, comparant-los també amb Logan alhora que és conscient de la idea de venjança.
El maig de 2017, Hiroaki Samura va declarar que va rebutjar els suggeriments de Hollywood per una adaptació en imatge real a causa dels canvis que solen fer els westerns. Pel que fa a la pel·lícula de Miike, va dir això:
| « | Quan es fa una adaptació cinematogràfica, sovint és criticada pels fans de l'original, però em diverteixo més quan es fan els arranjaments. Com a pel·lícula, es va completar amb una qualitat perfecta. Crec que es va fer com jo esperava. | » |

## Reconeixements
| Premi                                                     | Categoria                               | Nominat           | Resultat |
| --------------------------------------------------------- | --------------------------------------- | ----------------- | -------- |
| 12ns Asian Film Awards                                    | Millor actriu de repartiment            | Hana Sugisaki     | Nominat  |
| 13ns Premis de l'Associació de Crítics de Cinema d'Austin | Millor pel·lícula en llengua estrangera | Blade of Immortal | Nominat  |